# Froidchapelle
Froidchapelle, Froid-Chapelle (wa. Fritchapelle) – miejscowość i gmina (commune) w Belgii, w Regionie Walońskim, w prowincji Hainaut, w okręgu Thuin. 1 stycznia 2024 r. liczyła 4084 mieszkańców. Powierzchnia gminy wynosi 86,54 km², a jej gęstość zaludnienia wynosi 47 osób/km².

## Podział administracyjny
W skład gminy wchodzą cztery dzielnice (section):
- Boussu-lez-Walcourt
- Erpion
- Fourbechies
- Vergnies